# Championnat des Maldives de football 2004
Navigation
Saison précédente Saison suivante
La saison 2004 du Championnat des Maldives de football est la cinquante-quatrième édition du championnat national aux Maldives.
La compétition se déroule en quatre phases distinctes :
- Les championnats régionaux déterminent les équipes qualifiées pour la Dhivehi League, la poule nationale, avec 6 qualifiées pour l'atoll de Malé et 2 pour l'ensemble des autres atolls.
- Les huit formations sont regroupées au sein d'une poule unique et s'affrontent une seule fois.
- Les six meilleures équipes de la poule sont regroupées au sein d'une poule unique et s'affrontent une nouvelle fois
- Les quatre premiers disputent la phase finale nationale pour le titre de champion des Maldives, avec demi-finales et finale.

C’est le club de New Radiant qui est sacré cette saison après avoir battu Club Valencia en finale à l'issue de l'épreuve des tirs au but. Il s'agit du septième titre de champion des Maldives de l'histoire du club, le premier depuis 1997.

## Les clubs participants
| - Malé : - Victory SC - Hurriyya SC - Club Valencia - Island FC - New Radiant - Guraidhoo ZJ | - Atoll Miladummadulu : - DX Sports Club - Atoll Ari : - Mahibadhoo ZG |

## Compétition
Le barème de points servant à établir le classement se décompose ainsi :
- Victoire : 3 points
- Match nul : 1 point
- Défaite : 0 point

### Dhivehi League

#### Première phase
| Rang | Équipe         | Pts | J | G | N | P | Bp | Bc | Diff |  | Résultats (▼ dom., ► ext.) | Val | Vic | NRa | Gur | Hur | Isl | DXS | Mah |
| ---- | -------------- | --- | - | - | - | - | -- | -- | ---- |  | -------------------------- | --- | --- | --- | --- | --- | --- | --- | --- |
| 1    | Club ValenciaC | 16  | 7 | 5 | 1 | 1 | 21 | 4  | +17  |  | Club ValenciaC             |     | 0-2 | 2-1 | 4-0 | 2-0 | 1-1 | 4-0 | 8-0 |
| 2    | Victory SCT    | 13  | 7 | 4 | 1 | 2 | 15 | 5  | +10  |  | Victory SCT                |     |     | 1-1 | 1-2 | 2-0 | 1-2 | 3-0 | 5-0 |
| 3    | New Radiant    | 12  | 7 | 3 | 3 | 1 | 20 | 7  | +13  |  | New Radiant                |     |     |     | 2-2 | 1-0 | 0-0 | 9-1 | 6-1 |
| 4    | Guraidhoo ZJ   | 12  | 7 | 3 | 3 | 1 | 14 | 12 | +2   |  | Guraidhoo ZJ               |     |     |     |     | 1-1 | 3-1 | 2-2 | 4-1 |
| 5    | Hurriyya SC    | 10  | 7 | 3 | 1 | 3 | 14 | 7  | +7   |  | Hurriyya SC                |     |     |     |     |     | 4-1 | 4-0 | 5-0 |
| 6    | Island FC      | 9   | 7 | 2 | 3 | 2 | 15 | 11 | +4   |  | Island FC                  |     |     |     |     |     |     | 2-2 | 8-0 |
| 7    | DX Sports Club | 3   | 7 | 0 | 3 | 4 | 6  | 25 | -19  |  | DX Sports Club             |     |     |     |     |     |     |     | 1-1 |
| 8    | Mahibadhoo ZG  | 1   | 7 | 0 | 1 | 6 | 3  | 37 | -34  |  | Mahibadhoo ZG              |     |     |     |     |     |     |     |     |

|  | Qualification pour la seconde phase                        |
|  | T : Tenant du titre C : Vainqueur de la Coupe des Maldives |

#### Seconde phase
| Rang | Équipe         | Pts | J  | G | N | P | Bp | Bc | Diff |  | Résultats (▼ dom., ► ext.) | Val | NRa | Hur | Vic | Isl | Gur |
| ---- | -------------- | --- | -- | - | - | - | -- | -- | ---- |  | -------------------------- | --- | --- | --- | --- | --- | --- |
| 1    | Club ValenciaC | 28  | 12 | 9 | 1 | 2 | 35 | 17 | +18  |  | Club ValenciaC             |     | 4-2 | 2-1 | 1-8 | 4-0 | 3-2 |
| 2    | New Radiant    | 22  | 12 | 6 | 4 | 2 | 40 | 13 | +27  |  | New Radiant                |     |     | 2-2 | 3-0 | 5-0 | 8-0 |
| 3    | Hurriyya SC    | 20  | 12 | 6 | 2 | 4 | 27 | 11 | +16  |  | Hurriyya SC                |     |     |     | 2-0 | 1-0 | 7-0 |
| 4    | Victory SCT    | 19  | 12 | 6 | 1 | 5 | 24 | 13 | +11  |  | Victory SCT                |     |     |     |     | 0-2 | 1-0 |
| 5    | Island FC      | 13  | 12 | 3 | 4 | 5 | 19 | 23 | -4   |  | Island FC                  |     |     |     |     |     | 2-2 |
| 6    | Guraidhoo ZJ   | 13  | 12 | 3 | 4 | 5 | 18 | 33 | -15  |  | Guraidhoo ZJ               |     |     |     |     |     |     |

|  | Qualification pour la phase finale                         |
|  | T : Tenant du titre C : Vainqueur de la Coupe des Maldives |

### Phase finale
|  | Demi-finales     | Demi-finales     | Demi-finales     |  |   | Finale de repêchage | Finale de repêchage | Finale de repêchage |   |               | Grande finale   | Grande finale   | Grande finale   |
|  |                  |                  |                  |  |   |                     |                     |                     |   |               |                 |                 |                 |
|  | 23 novembre 2004 |                  |                  |  |   |                     |                     |                     |   |               |                 |                 |                 |
|  | 2                | New Radiant      | 2                |  |   |                     |                     |                     |   |               | 8 décembre 2004 | 8 décembre 2004 | 8 décembre 2004 |
|  | 1                | Club Valencia    | 1                |  |   | Novembre 2004       | Novembre 2004       | Novembre 2004       |   |               | 2               | New Radiant tab | 1 (6)           |
|  |                  |                  |                  |  | 1 | Club Valencia       |                     |                     | 1 | Club Valencia | 1 (5)           |                 |                 |
|  | 24 novembre 2004 | 24 novembre 2004 | 24 novembre 2004 |  | 3 | Hurriyya SC         |                     |                     |   |               |                 |                 |                 |
|  | 3                | Hurriyya SC      | 1                |  |   |                     |                     |                     |   |               |                 |                 |                 |
|  | 4                | Victory SC       | 0                |  |   |                     |                     |                     |   |               |                 |                 |                 |

## Bilan de la saison
| Championnat des Maldives de football 2004 |                        |
| Champion                                  | New Radiant (7e titre) |
| Coupes et trophées                        |                        |
| Vainqueur de la Coupe des Maldives 2004   | Club Valencia          |
| Qualifications continentales              |                        |
| Coupe de l'AFC 2005                       | New Radiant            |
| Coupe de l'AFC 2005                       | Club Valencia          |
| Promotions et relégations                 |                        |
| Promus en Dhivehi League                  | Aucun                  |
| Relégués                                  | Aucun                  |